# Dwain Chambers
Dwain Chambers (Londres, Inglaterra, 5 de abril de 1978) é um velocista inglês especializado nos 100m planos.
Testou positivo para o esteroide THG em agosto de 2003 e, por isso, foi por suspenso por dois anos. Ele está proibido de participar de qualquer Olimpíada pela Grã-Bretanha, mas pode representá-la em outras competições. Venceu os 100 metros rasos no Campeonato Britânico, realizado em Birmingham, na Inglaterra, com 10s14. Isso garantiu a Chambers um lugar na equipe britânica que vai competir no Campeonato Europeu, em Barcelona, Espanha, em julho de 2010..